# 高地海滩 (佛罗里达州)
高地海滩（英語：Highland Beach），是美国佛罗里达州下属的一座城镇。建立于1949年。面积约 为2.9平方公里（约合1.1平方英里）。根据2010年美国人口普查，该市有人口3,988人。论人口在本州排行第 229。